# Jēkabs Mediņš
Jēkabs Mediņš (né le 10 mars 1885 à Riga – mort le 27 novembre 1971 dans la même ville) est un compositeur, pédagogue et chef d'orchestre letton. Ses frères Jāzeps Mediņš et Jānis Mediņš étaient également compositeurs.

## Biographie
Jēkabs Mediņš a étudié à l'Institut de musique de Riga, et à partir de 1910 au Conservatoire Stern de Berlin. De 1921 à 1940, il dirige le Conservatoire de Jelgava et enseigne à partir de 1944 au Conservatoire de Riga. De 1948 à 1950, il en fut le directeur.

## Œuvres
Jēkabs Mediņš a composé deux suites orchestrales et d'autres œuvres pour orchestre et orchestre à cordes, onze concerts instrumentaux, de la musique de chambre, des œuvres pour piano et orgue, des cantates, des œuvres chorales, des chansons et plus de deux cents arrangements de chansons folkloriques.